# Kurt Frederick
Kurt Frederick (ur. 27 kwietnia 1991 w Soufrière, Saint Lucia) – piłkarz z Saint Lucia występujący na pozycji obrońcy, obecnie zawodnik trynidadzkiego W Connection.

## Kariera klubowa
Frederick rozpoczynał swoją piłkarską karierę w trynidadzkim zespole W Connection z siedzibą w mieście San Fernando. W rozgrywkach 2011/2012 wywalczył z nim mistrzostwo Trynidadu i Tobago.

## Kariera reprezentacyjna
W 2011 roku Frederick wystąpił w trzech spotkaniach reprezentacji Saint Lucia U–23 w ramach wstępnych kwalifikacji do Igrzysk Olimpijskich w Londynie. Jego drużyna po komplecie porażek odpadła wówczas już w pierwszej rundzie, zajmując ostatnie miejsce w grupie.
W seniorskiej reprezentacji Saint Lucia Frederick zadebiutował 21 września 2010 w przegranym 0:3 meczu towarzyskim z Trynidadem i Tobago. W tym samym roku wziął udział w Pucharze Karaibów, natomiast później w eliminacjach do Mistrzostw Świata 2014. Wówczas strzelił pierwszego gola w kadrze narodowej – 12 lipca 2011 w wygranym 4:2 meczu z Arubą, jednak jego drużyna nie zdołała się zakwalifikować na mundial.